# Masaccio
(Giorgio Vasari, Le vite de' più eccellenti pittori, scultori e architettori, Vita di Masaccio da San Giovanni di Valdarno pittore)
Masaccio, soprannome di Tommaso di Ser Giovanni di Mòne di Andreuccio Cassài (Castel San Giovanni in Altura, 21 dicembre 1401 – Roma, giugno 1428), è stato un pittore italiano.
Fu uno degli iniziatori del Rinascimento a Firenze, rinnovando la pittura secondo una nuova visione rigorosa, che rifiutava gli eccessi decorativi e l'artificiosità dello stile allora dominante, il gotico internazionale. Partendo dalla sintesi volumetrica di Giotto, riletta attraverso la costruzione prospettica brunelleschiana e la forza plastica della statuaria donatelliana, inserì le sue «figure vivissime e con bella prontezza a la similitudine del vero» (Vasari) in architetture e paesaggi credibili, modellandole attraverso l'uso del chiaroscuro. Bernard Berenson disse di lui: «Giotto rinato, che ripiglia il lavoro al punto dove la morte lo fermò».

## Biografia e opere

### Origini
(Giorgio Vasari)

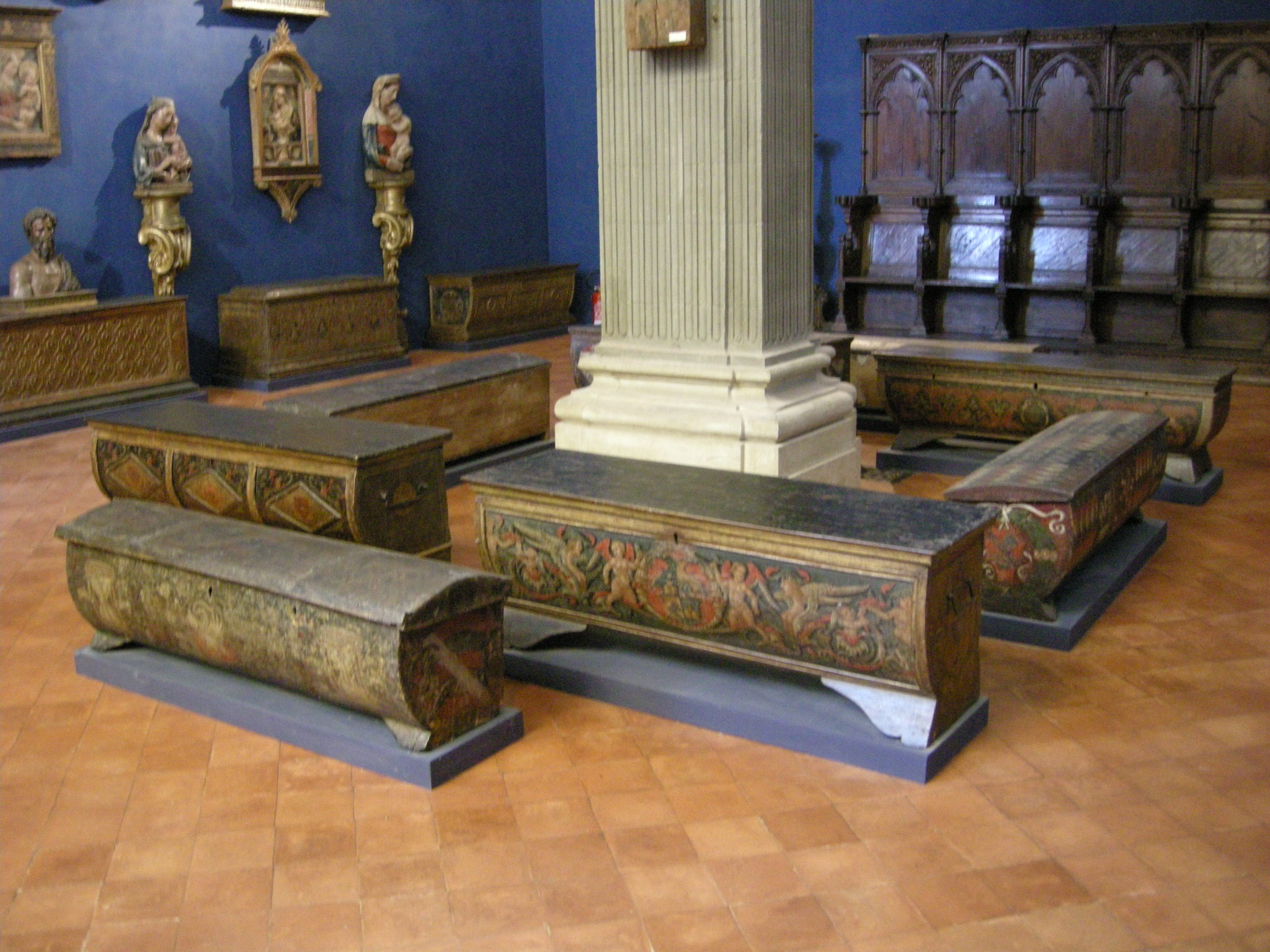
Cassoni nuziali (Museo Bardini). Era l'attività del nonno di Masaccio nella quale egli si formò forse come pittore.

Maso (Tommaso) di ser Giovanni di Simone (Mone) Cassai, detto Masaccio, nacque a Castel San Giovanni (odierna San Giovanni Valdarno) il 21 dicembre 1401, giorno di san Tommaso Apostolo, da ser Giovanni di Mone Cassai, notaio, e da Jacopa di Martinozzo. I due vivevano nella casa, ancora esistente a San Giovanni, del nonno paterno Simone, che era un prospero artigiano costruttore di casse lignee (da cui il cognome "Cassai") sia per uso domestico che commerciale. Il padre doveva essere stato incoraggiato sin da piccolo all'attività notarile e indotto a studiare latino e procedura legale, se già a vent'anni, l'età minima per la professione, prendeva l'abilitazione per l'ufficio di notaio. 
Nel 1406 il padre morì improvvisamente, a soli ventisette anni, e poco tempo dopo la moglie diede alla luce un secondo figlio, chiamato Giovanni in onore dello scomparso padre, che successivamente venne detto lo Scheggia e che intraprese anche lui la carriera di pittore. Qualche anno più tardi monna Jacopa si risposò con Tedesco di Mastro Feo, un ricco speziale anch'esso vedovo e con due figlie. Il 17 agosto del 1417 Tedesco di Mastro Feo morì e Masaccio divenne il capofamiglia.
Per quanto riguarda la sua formazione, secondo il Berti (1989) egli si formò "verosimilmente nella fiorente a abbastanza modernista bottega di Bicci di Lorenzo"; mentre Boskovits (2001) pensa al cognato Mariotto di Cristofano e  Padoa Rizzo (2001) al poco conosciuto Niccolò di ser Lapo. Sono tutte ipotesi che allo stato, in mancanza di documenti certi, rimangono tali.

### A Firenze

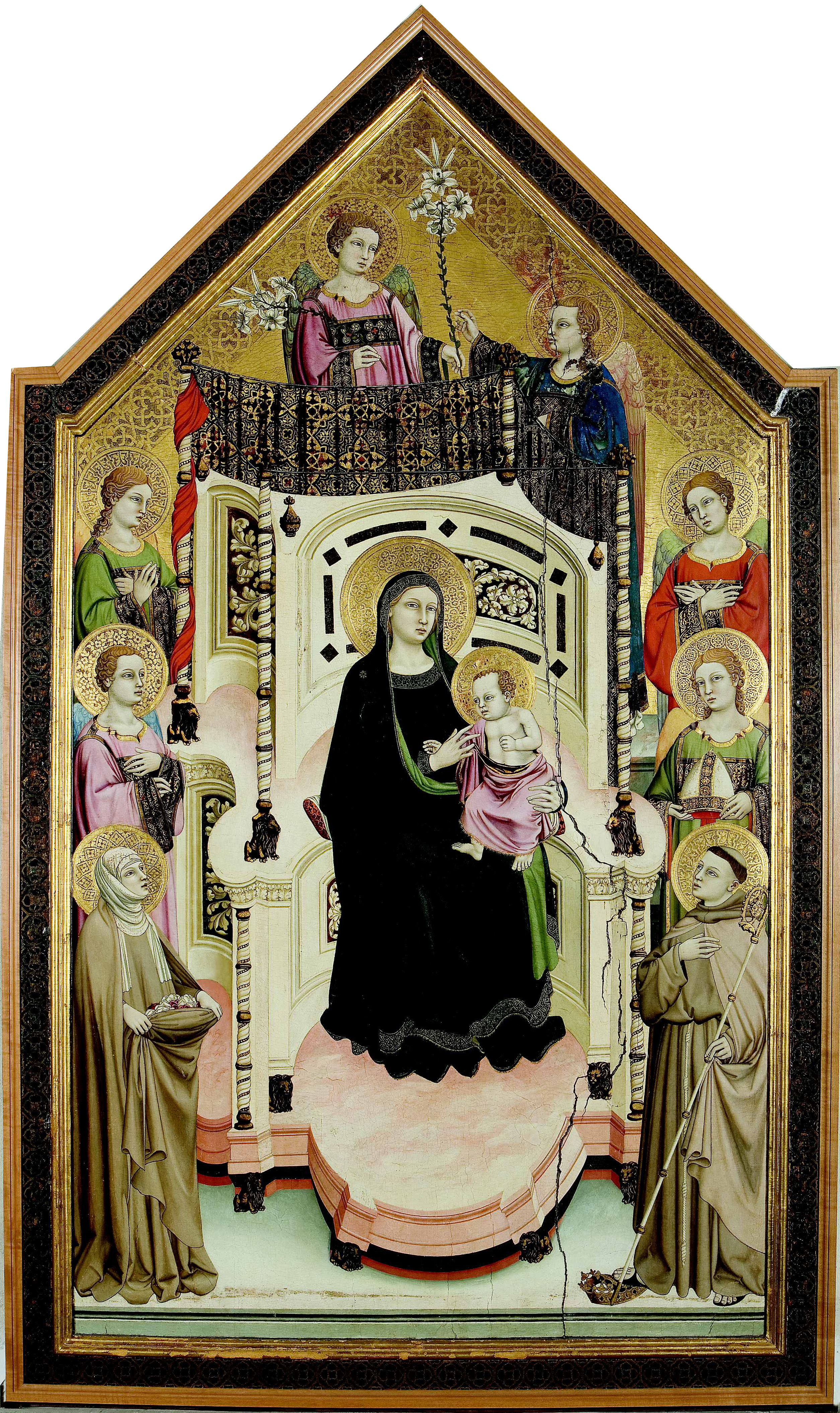
Maestro di Figline, Maestà

Ugo Procacci scoprì dei documenti che provavano l'affitto in quegli anni, da parte della madre di Masaccio, di alcune stanze da una certa monna Piera de' Bardi nella zona di San Niccolò, dove probabilmente Masaccio poté stare, magari a bottega dal cognato. È probabile anche che Masaccio facesse spesso la spola con Castel San Giovanni, per occuparsi degli interessi della madre nella contestata successione del patrigno.
Si stima che l'arrivo a Firenze di Masaccio debba datarsi entro il 1418, quando la città era nel pieno di un periodo di prosperità economica, sociale e culturale. Nei primi decenni del Quattrocento però la pittura era, come era stato prima di Giotto, in posizione molto arretrata rispetto ai traguardi coevi di scultura e architettura. La mancanza di modelli diretti dell'antichità rendeva impossibile un confronto diretto con l'arte classica e, mentre l'imitazione dei modi giotteschi si faceva sempre più ripetitiva e sterile, la novità era costituita dal gotico internazionale. Grazie ad autori quali Gherardo Starnina e Lorenzo Monaco questo stile, basato su una stilizzazione raffinata e su un potenziamento naturalistico di gesti e espressioni, si diffuse e coprì l'accresciuta richiesta, soprattutto privata, di pale d'altare, affreschi e opere per la devozione privata e da viaggio. Rari furono invece, in quei decenni, i grandi cicli di affreschi nelle chiese pubbliche, a parte qualche richiesta per cappelle familiari.
Un apprendistato di Masaccio sotto Masolino (più anziano di lui di quasi vent'anni), riportata da Vasari nell'edizione delle Vite del 1568, è ormai un'ipotesi messa in dubbio dalla critica, per la dimostrazione degli esiti troppo diversi delle opere dei due prima dell'inizio del loro sodalizio (1423-1424 circa).
Nel 1421 anche il fratello minore Giovanni raggiunge Masaccio a Firenze e si registra come fattorino e garzone nella bottega di Bicci di Lorenzo, la più attiva nella Firenze dell'epoca. La vocazione artistica di Giovanni era recente, poiché prima di allora si era arruolato come soldato, nel 1420 all'età di quattordici anni. Alcuni hanno ipotizzato che anche Masaccio avesse lavorato sotto Bicci di Lorenzo, ma ancora una volta i dati stilistici contraddicono questa ipotesi.
Il 7 gennaio 1422 Masaccio si iscrisse all'Arte dei Medici e Speziali, registrando come proprio domicilio il popolo di San Niccolò. L'iscrizione all'Arte dimostra una sicurezza delle proprie capacità professionali tale da poter far fronte alle regolari e non lievi tasse associative richieste dalla corporazione. Altri pittori, per quel motivo, rimandarono l'iscrizione a più tardi possibile, come fece forse lo stesso Masolino, che si registrò solo nel 1423.
Boskovits mise in luce come tra il 1420 e il 1440 molti pittori fiorentini andassero liberandosi degli orpelli gotici. Questa tendenza, mossa forse dal rinato orgoglio civico fiorentino, che lui chiamò "rinascimento giottesco", ebbe tra i suoi esponenti anche Masaccio: nel suo caso la rilettura di Giotto si mosse in maniera autonoma e più rigorosa che in altri autori, con il fondamentale innesto delle nuove condizioni derivate da altre discipline. Tra i migliori esempi che Masaccio aveva a disposizione c'erano la pala d'altare del Maestro di Figline nella collegiata di Santa Maria di Figline Valdarno, o il polittico dell'Incoronazione della Vergine di Giovanni del Biondo nella chiesa di San Lorenzo a San Giovanni Valdarno.

### Trittico di San Giovenale

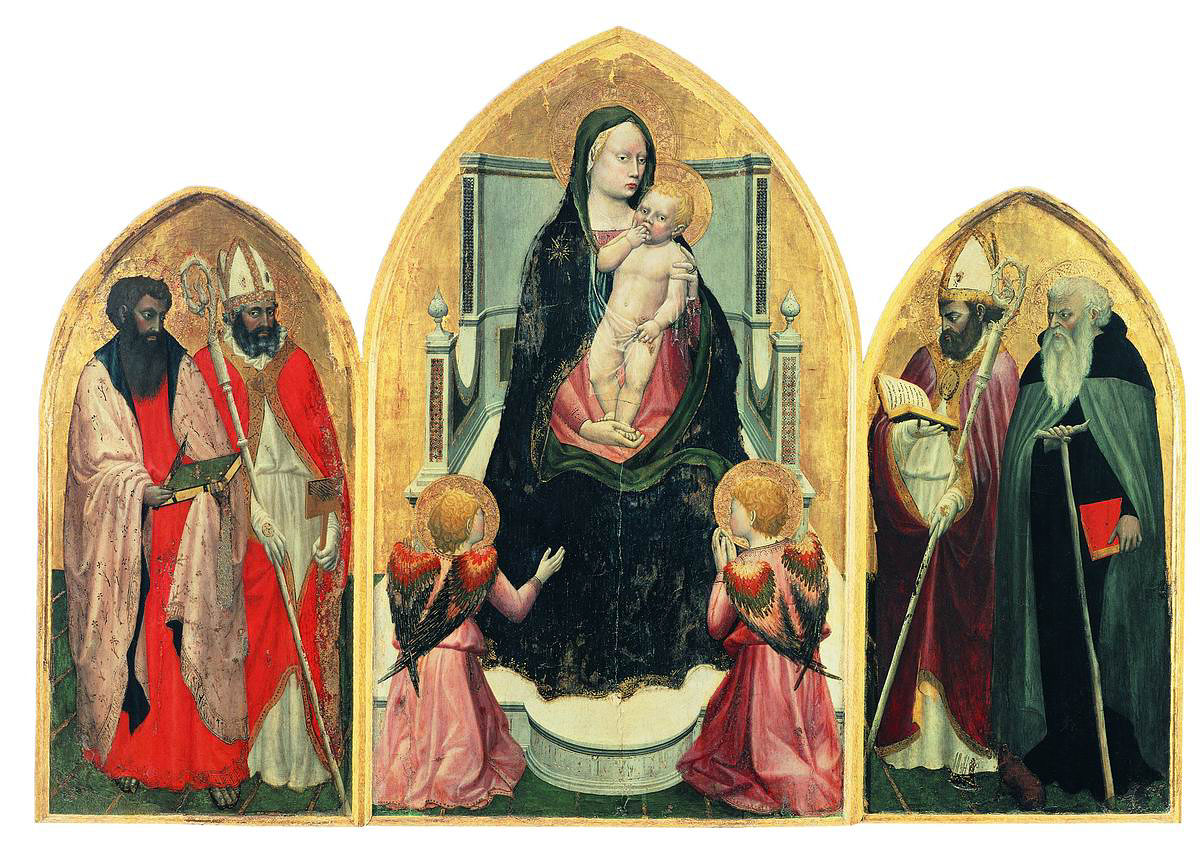
Trittico di San Giovenale (1422), Museo Masaccio, Cascia di Reggello (FI)

Il primo lavoro sicuramente attribuibile a Masaccio è il Trittico di San Giovenale, datato 23 aprile 1422 e destinato a una chiesa di Cascia di Reggello. L'iscrizione alla corporazione dei pittori di soli quattro mesi prima testimonia che certamente Masaccio eseguì la commissione a Firenze. Il dipinto è composto di tre tavole e rivela già un completo disinteresse verso il gotico internazionale ed una precoce adesione ad alcune novità del Rinascimento, con elementi spiegabili solo con un contatto diretto con Filippo Brunelleschi, inventore della prospettiva, e Donatello.
Nello scomparto di sinistra sono raffigurati i santi Bartolomeo e Biagio, nello scomparto centrale la Madonna col Bambino e due angeli, ed in quello di destra i santi Giovenale e Antonio abate. Nella tavola centrale è incisa in capitali latini la scritta: ANNO DOMINI MCCCCXXII A DI VENTITRE D'AP[rile], la più antica conosciuta senza le tradizionali lettere gotiche. Evidente è il rifiuto dell'artista degli ideali di bellezza del gotico internazionale, che agli occhi dell'artista dovevano apparire "amabili ma arrendevoli". Le figure sono infatti massicce e imponenti, scalate in profondità, e occupano uno spazio costruito prospetticamente, il primo conosciuto in pittura: le linee di fuga del pavimento di tutti e tre i pannelli convergono verso un punto di fuga centrale, nascosto dietro il capo della Vergine.
La fisicità fredda e scultorea del Bambino mostra come Masaccio cercasse ispirazione nella scultura coeva, in particolare nelle opere di Donatello, come farebbe pensare anche il particolare delle dita in bocca, tratto dalla vita quotidiana alla quale attingeva anche il grande scultore. Lo schema prospettico rigoroso può derivare solo dalla collaborazione diretta di Brunelleschi. Conoscendo la nota riservatezza del grande architetto nel divulgare le sue scoperte, può darsi che il contatto con Masaccio fosse stato intenzionale, con la consapevolezza di vedere realizzate le sue teorie in pittura. Il primo risultato che conosciamo di tale esperimento, il Trittico, è ancora squilibrato e con gli aspetti religiosi in parte offuscati dalle preoccupazioni tecniche. Nelle opere successive Masaccio fece veloci passi da gigante.

### La collaborazione con Masolino
Non si conosce esattamente quando iniziò la collaborazione tra Masaccio e il più anziano Masolino da Panicale. Essendo Tommaso di Cristoforo Fini, detto Masolino, nativo di Panicale presso San Giovanni Valdarno, era dunque conterraneo di Masaccio, e ciò spiegherebbe la collaborazione che ad un certo momento intervenne tra i due: il pittore più anziano delegava a quello più giovane parti di opere che gli venivano commissionate. In realtà, i primi quaranta anni di Masolino sono quasi completamente oscuri, incluso il luogo di nascita. Un indizio è l'iscrizione di Masolino all'Arte dei Medici e Speziali nel gennaio del 1423, forse proprio per poter tenere bottega con Masaccio che si era insediato in città almeno da un anno; di quell'anno è la Madonna dell'Umiltà nella Kunsthalle di Brema, un'opera molto diversa dalla Madonna di Masaccio in S. Giovenale a Cascia di Reggello dell'anno precedente.

### Storie di San Giuliano

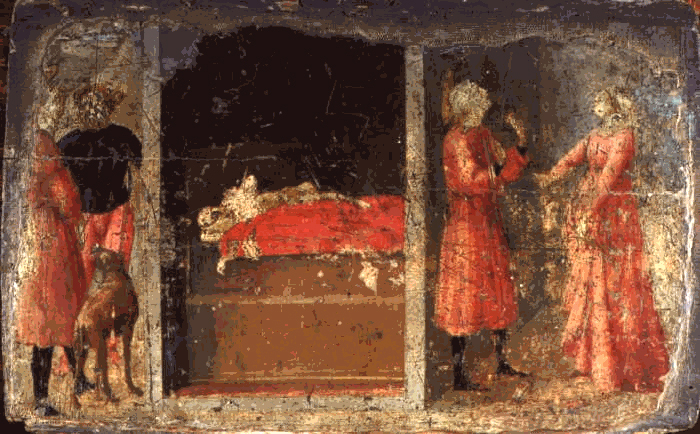
Storie di San Giuliano

Nel 1423, Masaccio lavorò con Masolino al cosiddetto Trittico Carnesecchi per la cappella di Paolo Carnesecchi nella chiesa di Santa Maria Maggiore a Firenze. Del trittico rimangono il San Giuliano conservato a Firenze presso il museo diocesano di Santo Stefano al Ponte e attribuibile a Masolino e una tavoletta della predella con Storie di San Giuliano conservata al Museo Horne di Firenze attribuibile a Masaccio: vi è narrata la vicenda, in cui il santo, secondo la profezia del demonio, uccide il padre e la madre. La Madonna con Bambino attribuibile a Masolino, di cui esiste ancora una fotografia, fu trafugata nel 1923 dalla chiesa di Novoli.
Nella tavoletta superstite della predella, conservata al museo Horne di Firenze, le figure, come già nel trittico di San Giovenale, sono scalate in prospettiva e modellate dal chiaroscuro.

### Sant'Anna Metterza

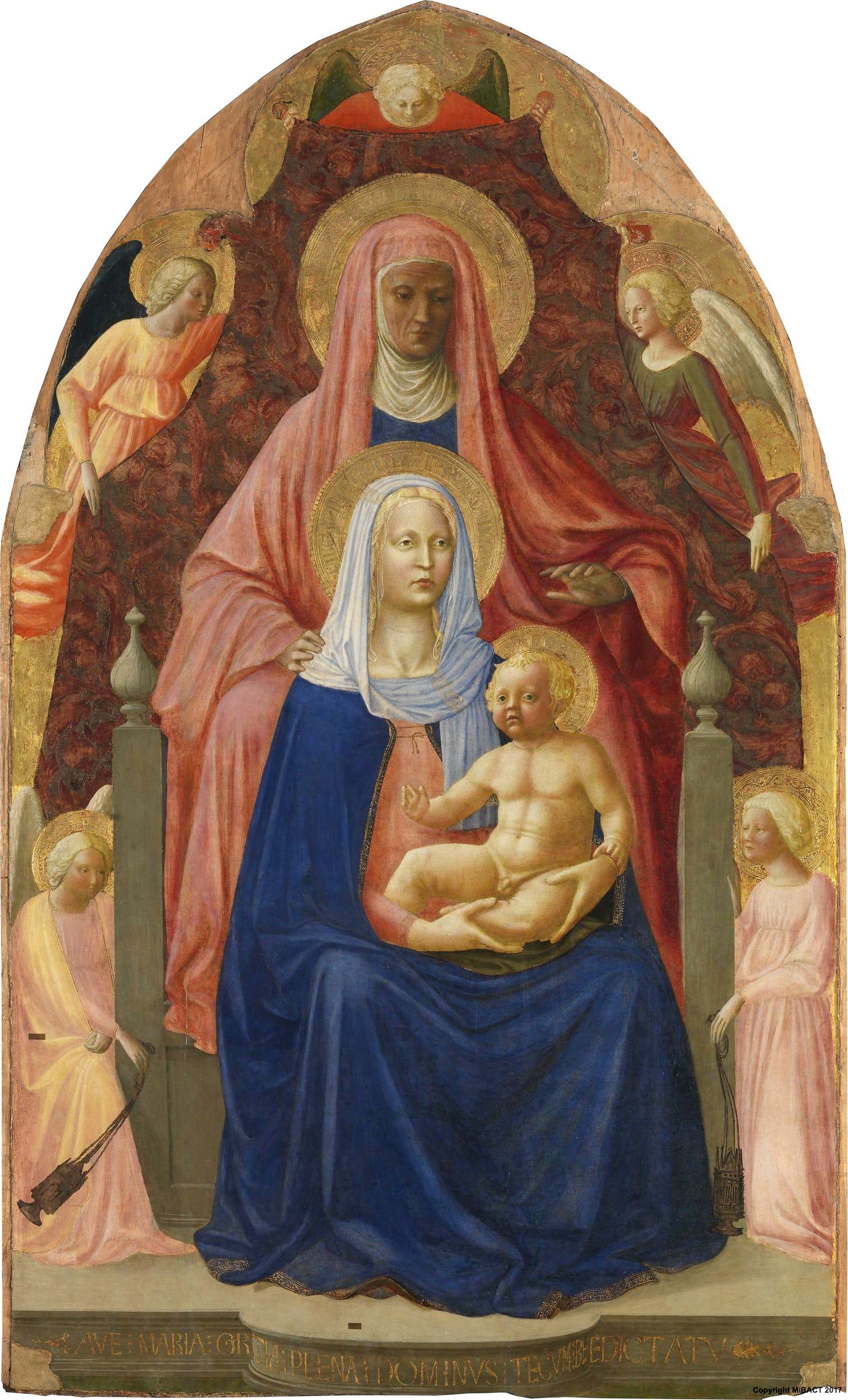
Sant'Anna Metterza

Nel 1424 si iscrisse alla Compagnia di San Luca. Sempre in quell'anno eseguì la pala d'altare detta Sant'Anna metterza, già nella chiesa di Sant'Ambrogio a Firenze. La pala, ha sant'Anna "messa come terza" sul trono (Il Metterza deriva dalla tradizione toscana e sta per l'espressione "mi è terza", con la quale si specifica il rango della santa che viene subito dopo il Bambino e la Madonna), alle spalle della Madonna con in braccio il Bambino, sullo sfondo di un drappo damascato sorretto da angeli.
Secondo Roberto Longhi (1940), seguito oggi dalla maggior parte degli studiosi, l'opera venne realizzata in collaborazione con Masolino, che riservò per sé il compito di dipingere la santa, mentre a Masaccio toccò la Madonna col Bambino e l'angelo reggicortina a destra al centro. Tuttavia va ricordato come il Vasari consideri l'opera del solo Masaccio e con lui, nel tempo, concordano Cavalcaselle, Berenson, Venturi, Oertel, Pittaluga, Salmi, Salvini e di recente Sergio Rossi (2012). Questi rileva la sostanziale unità stilistica del dipinto, la medesima concezione spaziale brunelleschiana delle due figure principali; il medesimo andamento della stesura pittorica dei panni e delle vesti della Vergine e di sua madre. Infine, la mano di Anna vista di scorcio è talmente moderna e prospetticamente audace che anche i sostenitori del "doppio autore" debbono ammettere che almeno questo particolare Masolino lo avrebbe lasciato al suo giovane collaboratore, cosa del tutto in contrasto con la prassi esecutiva delle botteghe dell'epoca.
Da rimarcare infine come la struttura stessa delle figure principali risenta di una precisa adesione alla prospettiva brunelleschiana che non può essere casuale. Non sono invece di Masaccio, ma di qualche collaboratore minore, i due angeli in basso ai lati del trono e quello in alto a sinistra. A questo periodo è ascrivibile anche la Madonna dell'Umiltà della National Gallery of Art di Washington, opera molto danneggiata e di difficile lettura critica, ma quasi sicuramente non ascrivibile a Masaccio.

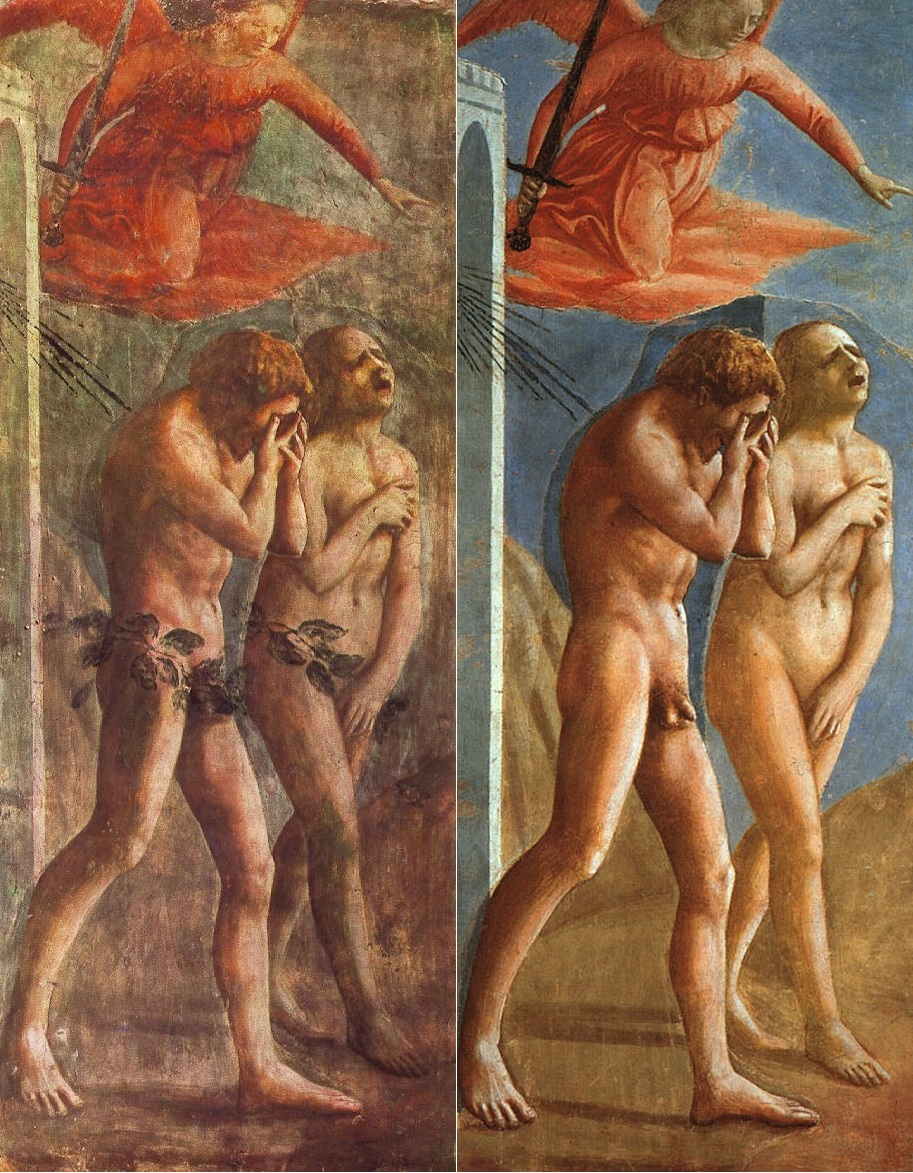
La Cacciata di Adamo e Eva prima e dopo i lavori di pulizia e la rimozione delle foglie di fico. (Cappella Brancacci)

### Cappella Brancacci
Secondo Vasari Tommaso affrescò un San Paolo nella chiesa del Carmine a Firenze (forse in pendant con un San Pietro di Masolino già a fianco delle pareti di una cappella nel transetto sinistro della chiesa), il cui successo gli avrebbe fruttato la commissione della cappella Brancacci nel braccio del transetto opposto.
Alla fine del 1424 si può datare l'inizio della decorazione della Cappella Brancacci da parte del solo Masolino, cui presto si aggiunse Masaccio, che rimase a proseguire da solo l'impresa dopo la partenza del collega per l'Ungheria nell'estate del 1425. La cappella nel transetto destro della chiesa di Santa Maria del Carmine venne costruita in seguito alle disposizioni testamentarie di Pietro Brancacci da Felice Brancacci, mercante di sete e console del mare, patrono della cappella dal 1422. I lavori vennero organizzati sfruttando un solo ponteggio in modo che mentre uno eseguiva una storia sulla parete laterale, l'altro avrebbe realizzato una storia sulla parete di fondo, per poi scambiarsi i ruoli nel lato opposto, ciò per evitare una frattura stilistica fra la parete di destra e quella di sinistra. L'insieme era inoltre unificato anche grazie all'utilizzo di un'unica gamma cromatica e di un unico punto di vista, pensato per lo spettatore al centro della cappella, in tutte le scene che sono composte entro una griglia architettonica unitaria, composta da pilastri dipinti, e spesso affreschi attigui condividono il medesimo paesaggio.
Nella Cacciata di Adamo ed Eva dal Paradiso terrestre, di Masaccio, la coppia è inserita saldamente sul terreno, su cui si proiettano le ombre della violenta illuminazione che modella i corpi. Adamo piangente si copre il viso con la mano, in segno di vergogna, mentre Eva si copre con le braccia e urla, in angoscioso dolore che risuona minaccioso come un Dies irae. Sono presenti riferimenti in Eva all'antico (Venere pudica) o a Giovanni Pisano (la Temperanza del pulpito del Duomo di Pisa), ma il primo spunto è sempre derivato dalla natura, per cui l'opera è priva di suggestioni puramente antiquarie. Il chiaroscuro fornisce dei corpi volutamente massicci, sgraziati, realistici.

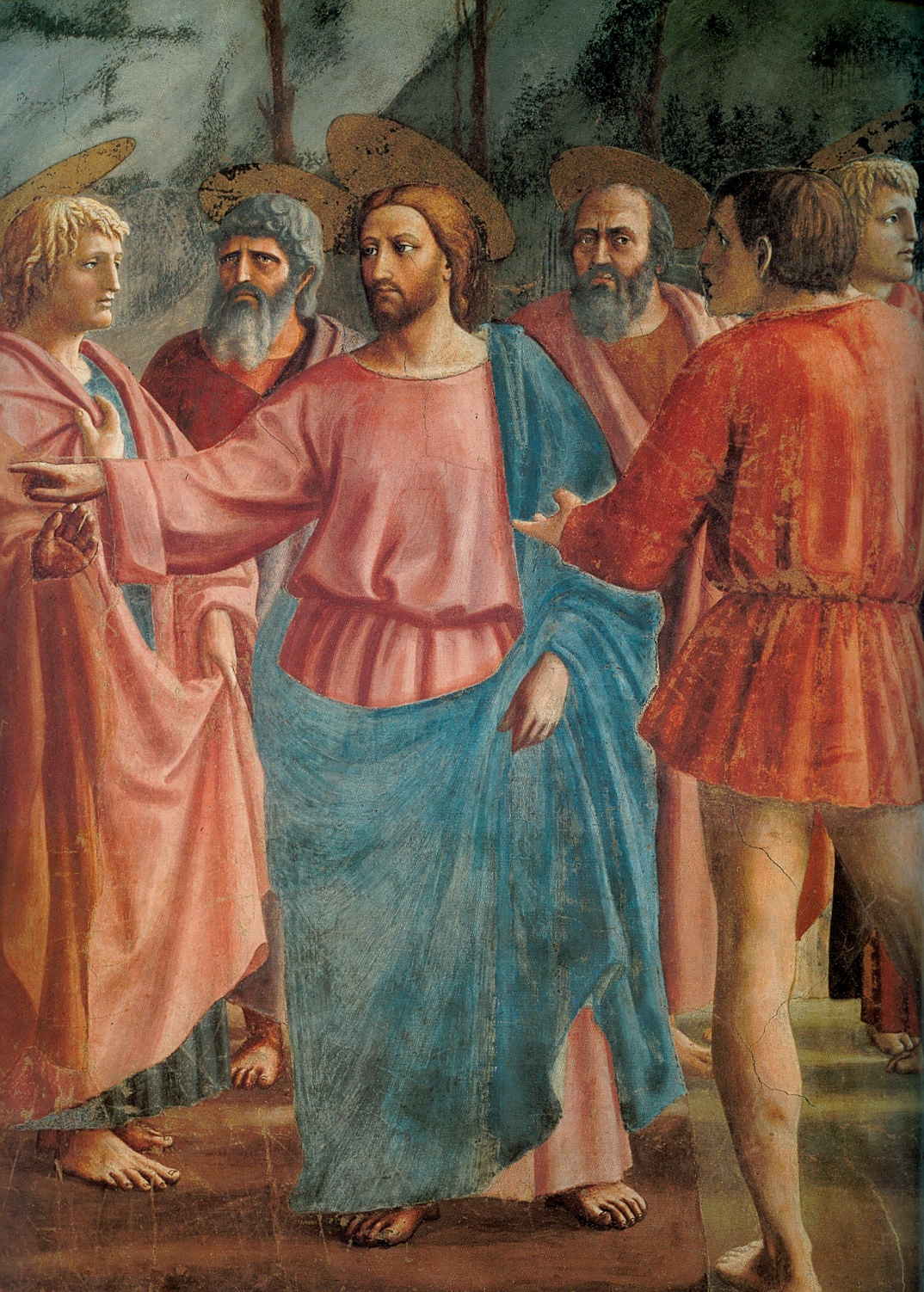
Cristo tra gli apostoli, dettaglio del Tributo

Nel Tributo di Masaccio sono fuse tre scene diverse nello stesso affresco (il gabelliere che esige il denaro al centro, a sinistra Pietro che prende la moneta dal pesce e a destra Pietro che paga i gabelliere), con diversa unità temporale ma uguale unità spaziale: la prospettiva infatti è la medesima e le ombre sono determinate con la stessa inclinazione dei raggi del sole. Una serie di rimandi gestuali e di sguardi collega efficacemente le scene, guidando l'occhio dello spettatore da un capitolo all'altro. I personaggi sono massicci, scultorei grazie al chiaroscuro, e le espressioni sono vive. La costruzione architettonica ha il suo fulcro nel punto di fuga situato dietro la testa di Cristo, dove convergono le diagonali evidenziando la figura cardine.
Il Battesimo dei neofiti offrì all'artista l'occasione di dipingere alcuni nudi magistralmente proporzionati ed atteggiati con grande realismo e vari stati d'animo a ricevere il sacramento. Vasari in particolare lodò la figura in piedi e tremante sulla destra. Nel San Pietro risana gli infermi con la propria ombra Masaccio compose uno schema inedito per cui le figure sembrano procedere verso lo spettatore; inoltre ambientò il tutto (come nella scena della Distribuzione dei beni e morte di Anania sul lato opposto) in una realistico paesaggio urbano fiorentino, con una costruzione prospettica rigorosa che aveva il suo fulcro in una perduta scena centrale dietro l'altare, dove si trovava il Martirio di Pietro, distrutta già entro il 1460. La scena infine della Resurrezione del figlio di Teofilo e san Pietro in cattedra venne probabilmente mutilata dopo l'esilio definitivo dei Brancacci, poiché contenente parecchi ritratti della famiglia. Venne completata con profondi interventi da Filippino Lippi, che arrivarono, pare, a sconvolgere la primitiva composizione.
Quanto al contenuto degli affreschi vi si possono cogliere vari registri: quello della riaffermazione del ruolo papale all'interno della chiesa, da mettere in relazione con la recente conclusione del Concilio di Basilea;  l'esaltazione del "primato" fiorentino, specie nella scena del Tributo da mettere invece in relazione con la guerra contro i Visconti. E infine, è ancora Rossi (2012) a sottolinearlo, siamo in presenza di un vero e proprio "manifesto" pittorico della nuova arte umanistica, riscontrabile soprattutto nel gruppo di figure in piedi alla destra del santo nella scena con S. Pietro in cattedra. Qui, secondo l'acuta intuizione del Berti, si possono riconoscere nell'ordine, Masolino, lo stesso Masaccio con lo sguardo rivolto verso gli spettatori, Leon Battista Alberti e Brunelleschi, cioè i massimi esponenti del nascente Rinascimento italiano. Al 1425 risale la prima notizia di una bottega di Masaccio.

### La Sagra

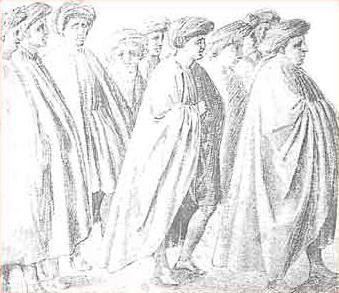
La Sagra (dettaglio), copia di Andrea Commodi

Tra il 1425 e il 1426 oppure, secondo altri studiosi, nel 1427 Masaccio eseguì l'affresco in terra verde, noto come la Sagra, sopra una porta del chiostro della chiesa del Carmine che commemorava la consacrazione della chiesa avvenuta il 19 aprile 1422, alla presenza dell'arcivescovo Amerigo Corsini; Masaccio, secondo il Vasari fu presente alla cerimonia con Brunelleschi, Donatello e Masolino. Distrutto nei rifacimenti del chiostro tra il 1598 e il 1600, ne restano tracce in sette disegni.
Era, secondo la testimonianza del Vasari, la scena folta di ritratti dei cittadini e artisti più in vista di Firenze: «E vi ritrasse infinito numero di cittadini in mantello et in cappuccio, che vanno dietro a la processione; fra i quali fece Filippo di Ser Brunellesco in zoccoli, Donatello, Masolino da Panicale [...], Antonio Brancacci, che gli fece far la cappella, Niccolò da Uzzano, Giovanni di Bicci de' Medici, Bartolomeo Valori [...]. Ritrassevi similmente Lorenzo Ridolfi, che in que' tempi era ambasciadore per la Repubblica fiorentina a Vinezia». Sempre secondo la testimonianza del Vasari l'opera doveva integrare una serie di ritratti «dal vero», in una scenografia di saldo impianto prospettico. Nella narrazione dell'evento cittadino l'inserimento degli artisti, tra gli uomini più in vista della città, è sintomo della diversa visione che l'Umanesimo avevo apportato al ruolo dell'artista, non più semplice artigiano, ma intellettuale partecipe della vita culturale cittadina.

### Polittico di Pisa

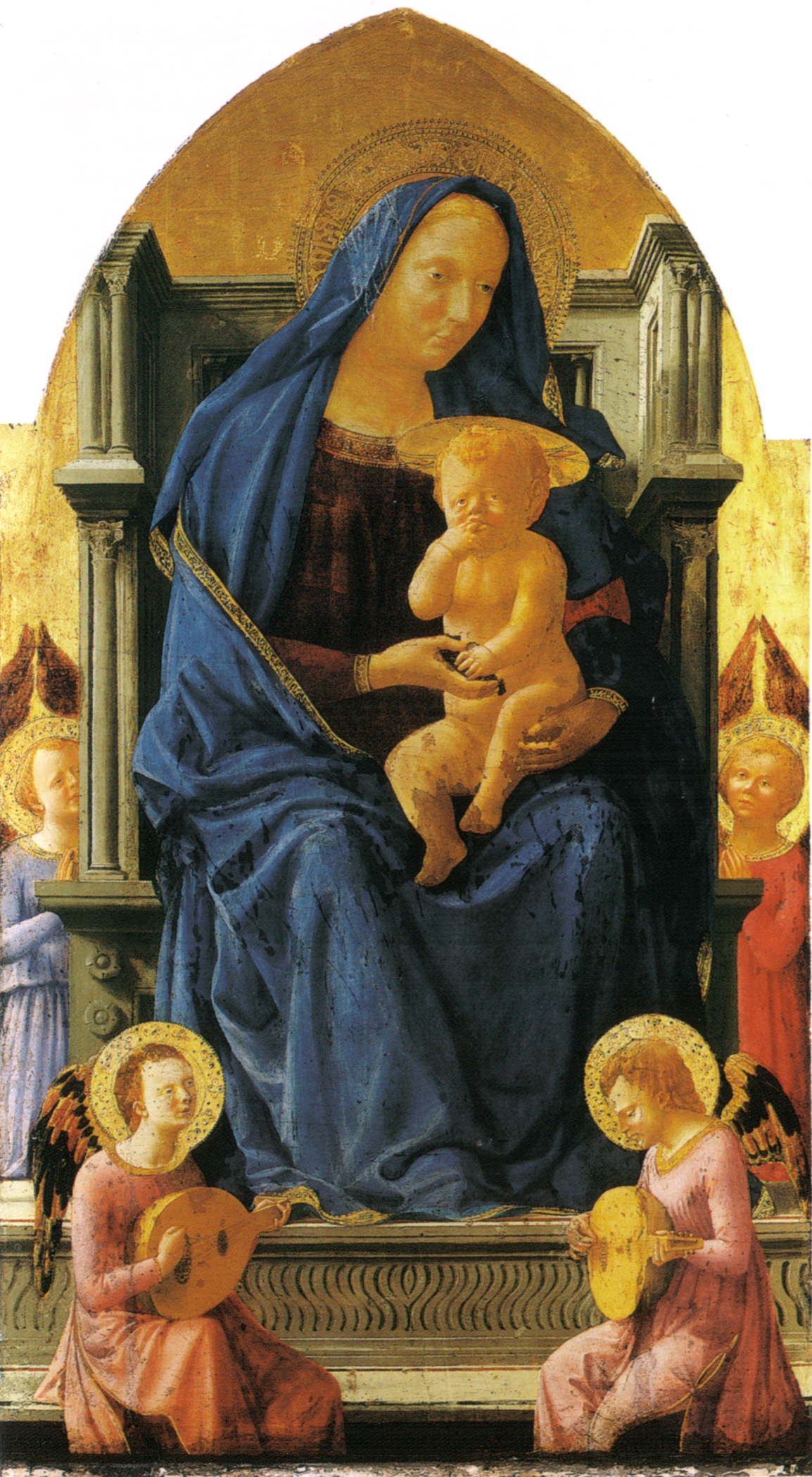
Madonna col Bambino, Londra

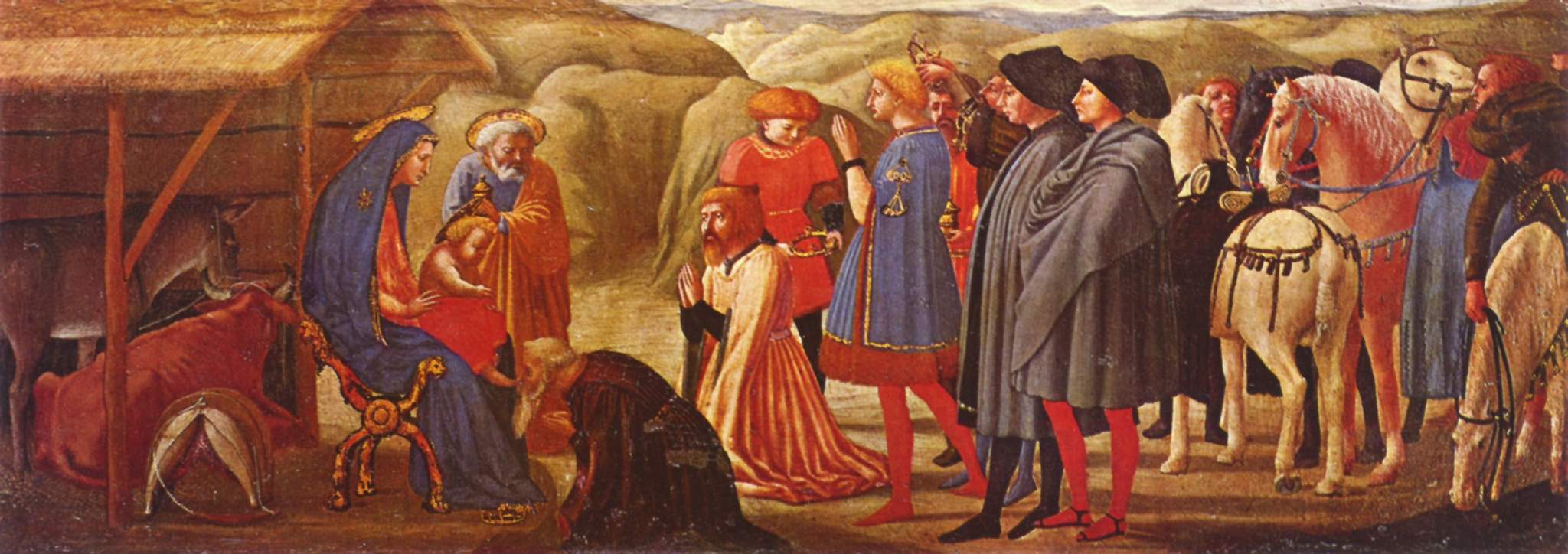
Adorazione dei Magi

Nel 1426 i Carmelitani di Pisa commissionarono a Masaccio un polittico per la cappella del notaio ser Giuliano di Colino degli Scarsi da San Giusto nella chiesa di Santa Maria del Carmine. Grazie a un committente particolarmente pignolo, l'opera è la meglio documentata della carriera del pittore, sebbene oggi sia smembrata in più musei ed alcuni pannelli siano dispersi.
Il polittico fu iniziato il 19 febbraio del 1426 ed aveva un impianto ancora medievale, diviso in scomparti su più ordini e figure su fondo oro, con i personaggi modellati da un forte chiaroscuro, ottenuto tramite vibranti campiture di colore e lumeggiature. L'illuminazione, più che il disegno di contorno, definisce la forma plastica delle figure, facendole assomigliare a voluminose sculture. Tutti i pannelli rispondevano ad un unico punto di fuga in modo che la composizione risultasse unitaria, per questo si spiegano le figure rialzate della predella e le figure incassate della cuspide. Il polittico fu smembrato nel XVIII secolo e le undici parti che sono state ritrovate sono oggi conservate in cinque diversi musei.
- Madonna in trono con Bambino, conservata alla National Gallery di Londra. In questa tavola su fondo oro, la Vergine assisa su un trono costruito prospetticamente con un punto di vista ribassato, in modo da tener conto del punto di vista reale dello spettatore, s'incurva, come a formare un bozzolo protettivo attorno al Bambino che mangia un acino d'uva, simbolo della sua futura Passione, le figure imponenti sono modellate dal chiaroscuro.
- Crocifissione, Museo nazionale di Capodimonte: la tavola su fondo oro mostra la scena della Crocifissione con un Cristo che, guardato di fronte, pare abbia il capo completamente incassato nelle spalle, in realtà la tavola va vista dal basso verso l'alto come quando era collocata nel suo sito originario, ed in questa prospettiva il collo appare nascosto dal torace innaturalmente sporgente, anche il corpo, con le gambe disarticolate dal supplizio, appare sfalsato dalla prospettiva; ai lati della croce la Vergine e san Giovanni Evangelista ai piedi la Maddalena vista di spalle.
- San Paolo, Museo Nazionale di Pisa: un San Paolo un po' irsuto, con i capelli lunghi e la folta barba, si erge con sguardo fermo e rivolto lontano, vestito con un ampio mantello rosso e, secondo la sua usuale iconografia, tiene con la mano destra la spada e con la sinistra gli Atti degli Apostoli. Lo sfondo è in oro secondo un gusto ancora tardogotico.
- Sant'Andrea, Getty Museum di Los Angeles.
- Pannelli laterali:
  - Sant'Agostino, Staatliche Museen di Berlino
  - San Girolamo, Staatliche Museen di Berlino
  - Santo carmelitano barbuto, Staatliche Museen di Berlino
  - Santo carmelitano glabro, Staatliche Museen di Berlino
- Predella:
  - Martirio di san Giovanni Battista e Crocefissione di san Pietro, Staatliche Museen di Berlino
  - Storie di san Giuliano e san Nicola, Staatliche Museen di Berlino
  - Adorazione dei Magi, Staatliche Museen di Berlino

Sono perduti invece i quattro santi laterali alla Madonna che, a giudicare dalla predella, dovevano appunto rappresentare San Giuliano, San Nicola, San Giovanni Battista e San Pietro. Sopra di essi, a rigor di logica, dovevano trovarsi altri due pannelli di cuspide perduti che affiancavano il San Paolo e il Sant'Andrea.

### Opere per privati

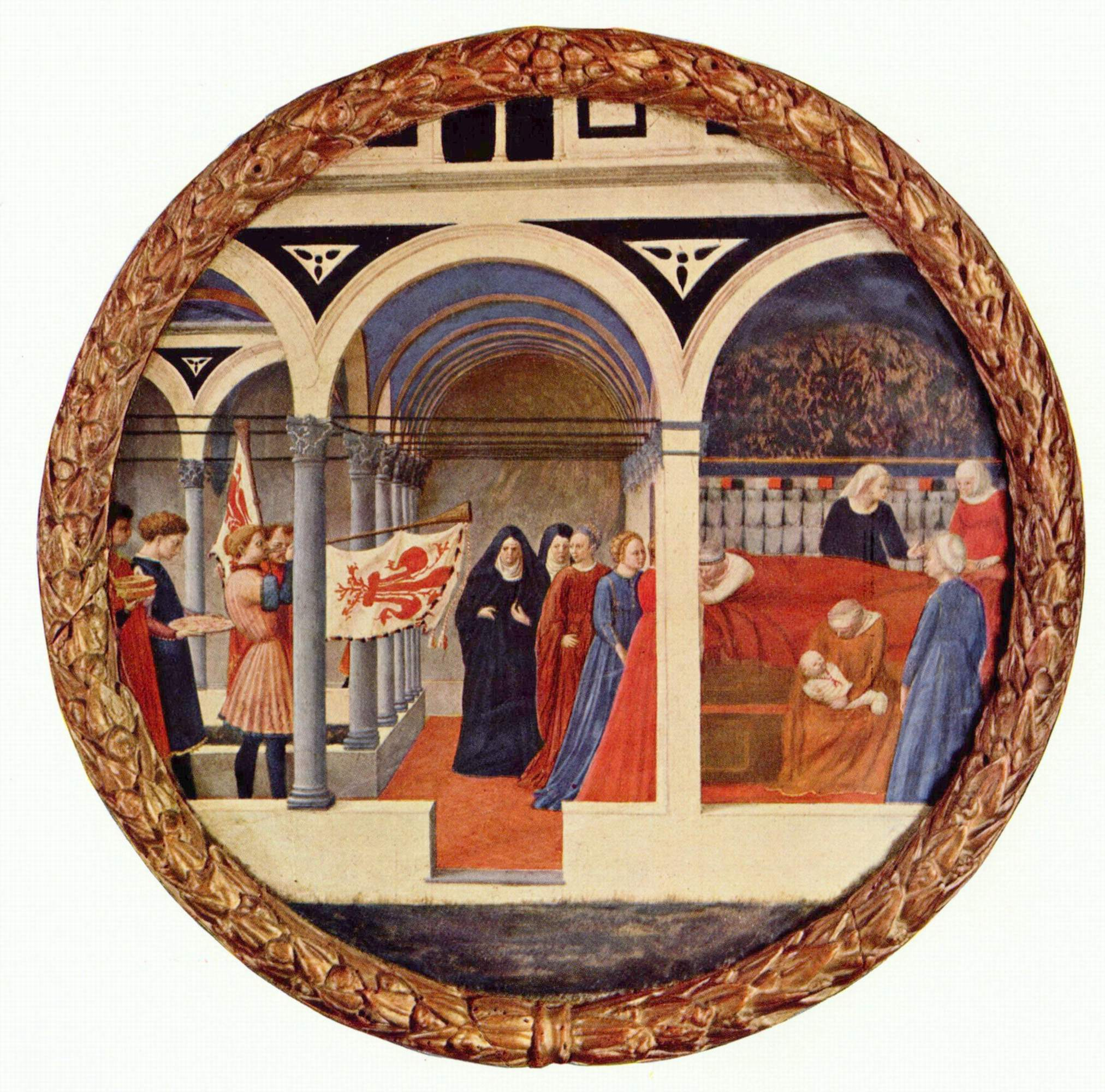
Il Desco da parto

Verso il 1426 Masaccio era abbastanza famoso da aggiudicarsi alcune importanti commissioni private, che lo costrinsero probabilmente a spostarsi più volte in quell'anno tra Firenze e Pisa, come si evince dai solleciti minacciosi e i divieti di occuparsi di altre opere fino al completamento del polittico di Pisa da parte del committente.
Vasari citò alcune opere in mano privata (tra cui una coppia di ignudi in casa Rucellai) e ne tralascia altri a noi noti, come un Desco da parto oggi a Berlino e la Madonna Casini a Firenze.
Il desco da parto è un'opera atipica nella produzione masaccesca, poiché al posto della solenne e maestosa impostazione di opere come il Tributo, qui l'autore si diletta nel raccontare minutamente alcuni dettagli aneddotici di un episodio familiare quale una natività privata a cui accorrono alcune visitatrici, tra cui due monache, e un corteo ufficiale di trombicini della Signoria di Firenze, che annunciano l'arrivo di un prezioso regalo, il desco stesso. L'originalità si può spiegare con una maggiore libertà permessa dalla committenza privata o anche con l'influenza decisiva di Donatello nella realizzazione dell'opera. Molte caratteristiche infatti sono legate al suo stile, come l'organizzazione dello spazio regolare che arretra in profondità, i personaggi in movimento che entrano ed escono dalla cornice o la vivacità aneddotica delle figurette con numerosi particolari tratti dalla vita quotidiana.
La Madonna Casini, soprannominata da Roberto Longhi Madonna del solletico, venne dipinta per la devozione privata del cardinale Antonio Casini, il cui stemma si trova sul verso. Anche questa è un'opera atipica dove sono fusi uno studio innovativo sulla luce e sulla composizione e dettagli presi dalla realtà, che creano un'aura di serena familiarità tra i due protagonisti.

### La Trinità

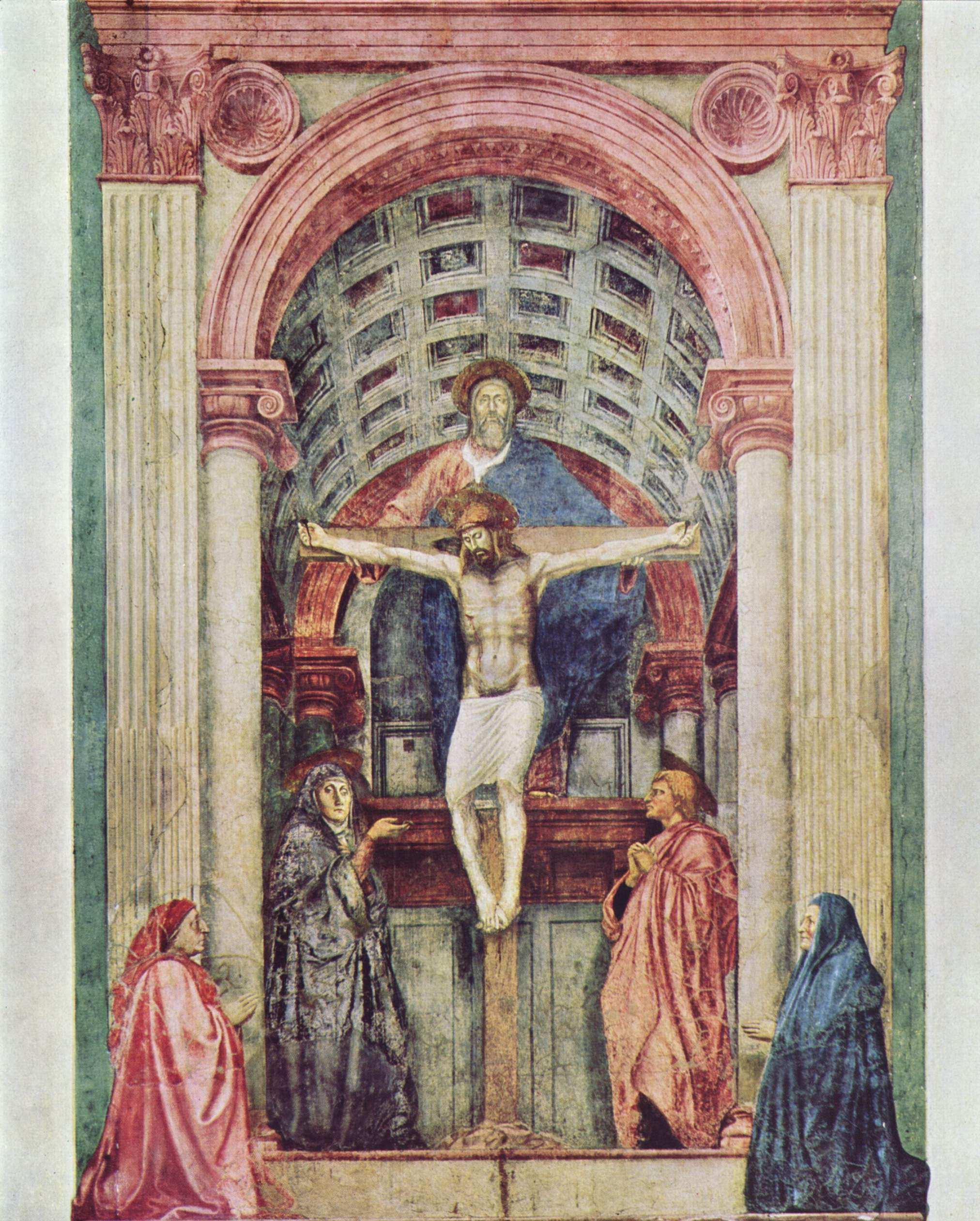
Trinità, registro superiore

Tra il 1426 e il 1428 Masaccio eseguì l'affresco con la Trinità in Santa Maria Novella. L'opera, che segna una svolta verso Brunelleschi nella poetica dell'artista, rappresenta il dogma trinitario ambientato in una cappella illusionisticamente dipinta, nella quale spicca la maestosa volta a botte con lacunari che, come scrisse Vasari, "diminuiscono e scortano così bene che pare che sia bucato quel muro". Le linee dell'architettura dirigono l'occhio dello spettatore inevitabilmente sulla figura del Cristo in croce, sostenuto da Dio Padre e con la colomba dello Spirito Santo in volo tra i due. Questa triade divina è sottratta alle rigide regole prospettiche, in quanto immutabile e superiore alle logiche della fisica terrena; sotto la croce invece Maria e Giovanni Evangelista sono rappresentati in scorcio come se visti dal basso. Più sotto si trovano i due committenti, che assistono inginocchiati alla scena sacra e che, per la prima volta nell'arte occidentale, sono di dimensioni identiche alle divinità. Alla base è infine collocato un altare marmoreo, sotto il quale si trova uno scheletro giacente con la scritta "Io fu già quel che voi sete: e quel ch'i' son voi a[n]co[r] sarete".
Se fino ad allora Masaccio era stato l'artista del reale, che calava le sacre scene, pur nella loro inalterata solennità, nella vita di tutti i giorni, con la Trinità si fa teologo, entrando a fondo nel mistero divino. La prima impressione che si ha alla vista dell'affresco è quella di un monumento alla razionalità, con una simmetria e un ordine di iconico misticismo, dove l'immobilità è simbolo dell'atemporalità del dogma cristiano.

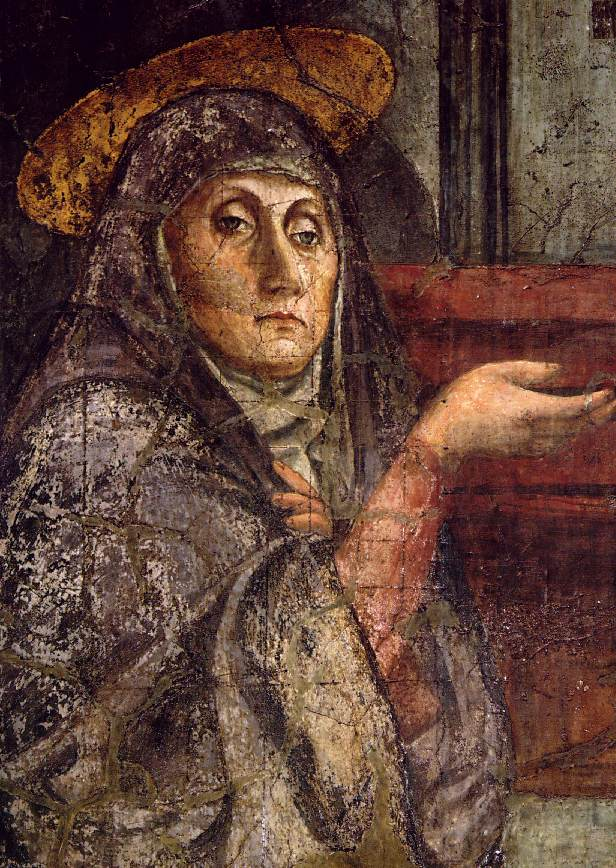
Dettaglio, Maria

La pittura può essere letta verticalmente dal basso in alto come ascensione verso la salvezza eterna: in primo piano il sarcofago con scheletro, che ricorda la transitorietà della vita terrena, in secondo piano, le due figure inginocchiate che pregano, i due committenti, alla base del triangolo che le figure formano (rappresentano la preghiera, mezzo di salvezza), in terzo piano la cappella con sulla soglia la Vergine e san Giovanni (rappresentano l'intercessione), dietro ai quali c'è la croce, sorretta da dietro dal Dio Padre, al vertice del triangolo. Sopra il Cristo si trova la colomba dello Spirito Santo (salvezza); oppure attraverso le triangolazioni che legano le diverse figure: un primo triangolo, lega le figure umane, e ha per base i due committenti e per vertice la figura di Cristo, altro è quello che ha per base il soppalco in legno, e che collega Maria, Giovanni e il Cristo ultimo è quello Trinitario che comprende il Cristo, la colomba e Dio Padre, ed è rovesciato, infatti la base si parte dai due capitelli passando a filo con la testa di Dio e si conclude nel punto di fuga di tutta la rappresentazione situato sui piedi del Cristo, al pari del punto di vista in modo da rendere partecipe lo spettatore, richiamato all'attenzione della scena sacra anche dal gesto di Maria; resta il fatto che lo snodo visivo e concettuale rimane sempre il corpo del Cristo.
Trattandosi di una rappresentazione in una chiesa domenicana è da sottolineare l'interpretazione della scena che vede in essa l'affermazione della Resurrezione come unica risposta alla morte: il Cristo morto è anche risorto, e anche la nostra morte avrà uguale soluzione.
La ricezione dell'opera è talmente diffusa da uscire ben presto dall'ambito pittorico: ad esempio, a Masaccio si ispirò lo scultore Agostino di Duccio per il bassorilievo della Santissima Trinità adorata da Pietro Bianco nel Santuario di Santa Maria delle Grazie di Fornò, vicino a Forlì. Inoltre, l'opera fu, probabilmente, perfino citata in un'architettura reale a distanza di tempo, come quella voluta nella propria cappella seicentesca della Santissima Trinità dall'architetto Carlo Lambardi, nella chiesa di Santa Maria in Via, Roma.

### Ultimo periodo

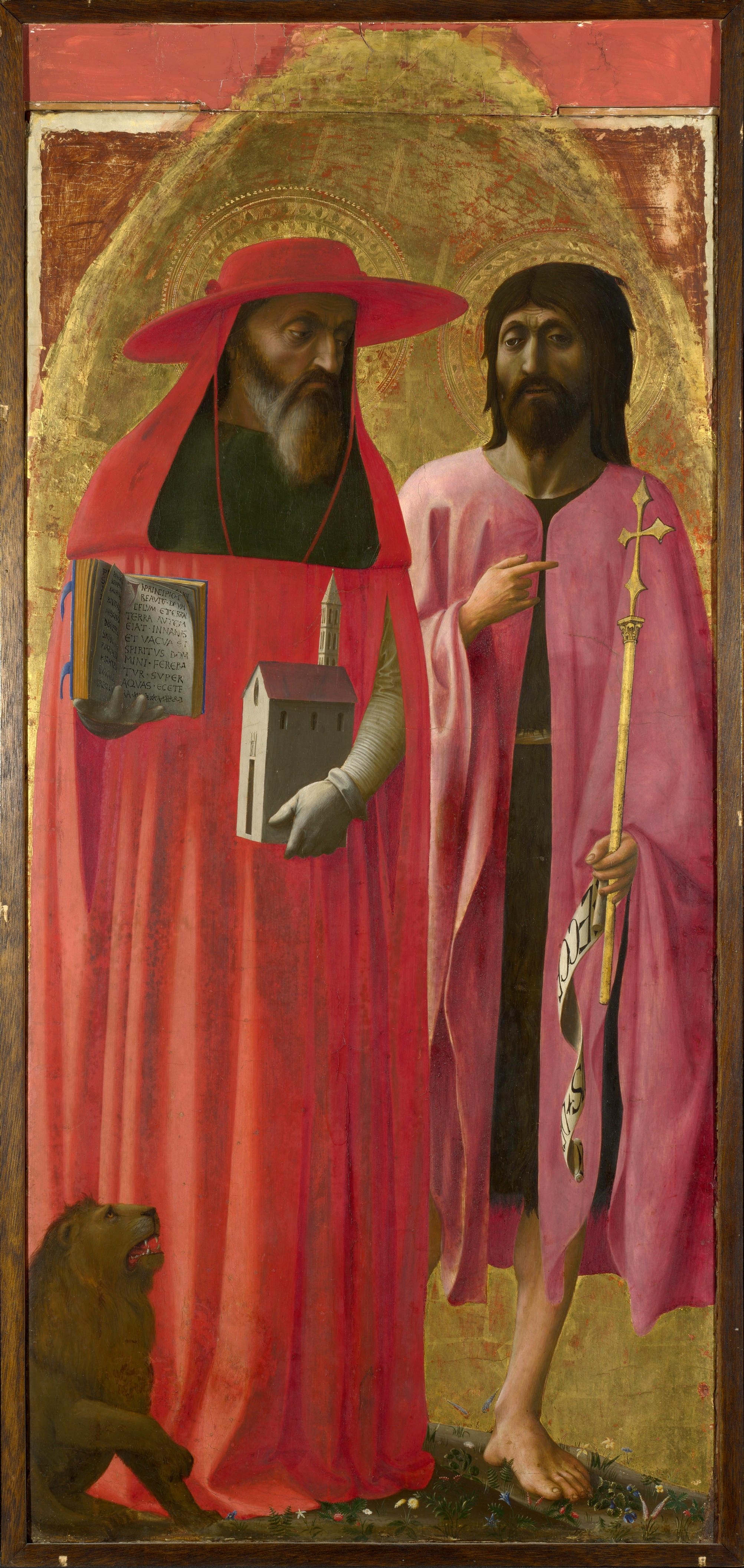
Santi Girolamo e Giovanni Battista

Un documento del 23 gennaio 1427 registra Masaccio ancora a Pisa, come testimone per un atto notarile. Il 29 luglio dello stesso anno lasciò un resoconto contabile delle sue finanze per il nuovo catasto, lo stesso dove se ne registrò poco dopo la morte, avvenuta nell'estate del 1428 a Roma. L'artista dichiarò di vivere con la madre e il fratello in una casa in affitto nel quartiere di Santa Croce e di pagare due fiorini l'anno per una bottega in piazza San Firenze, appartenente ai monaci della Badia fiorentina. Masaccio aveva alcuni crediti con artisti con cui aveva collaborato (come Andrea di Giusto, suo aiutante) e la sua famiglia possedeva una piccola vigna e una casa a Castel San Giovanni, frutto dell'eredità del secondo matrimonio della madre col ricco Tedesco di Feo, dai quali dichiarò di non percepire alcun reddito.
A queste testimonianze d'archivio si sommano poi quelle legate alla vita del compagno Masolino, tornato dall'Ungheria nel 1427 e segnalato da un documento a Firenze l'11 maggio 1428, e le fonti antiche come Vasari, che cita Masaccio come autore degli affreschi della cappella di Santa Caterina nella basilica di San Clemente a Roma. In realtà oggi l'intervento di Masaccio a tale opera viene escluso o al massimo limitato ad alcune figure laterali di cavalieri. All'ultimo soggiorno romano è generalmente attribuito anche il cosiddetto Polittico di Santa Maria Maggiore o Pala Colonna, secondo altri databile invece al giubileo del 1423, prima della Sant'Anna Metterza. Di mano di Masaccio è solo il pannello con i Santi Girolamo e Giovanni Battista alla National Gallery di Londra; i restanti sono tutti di mano di Masolino.
Masaccio morì a Roma nell'estate del 1428, probabilmente nel mese di giugno, nel corso del suo ventisettesimo anno di vita. Non sono mai state chiarite le reali cause del suo improvviso decesso: alcuni parlano di una tonsillite, altri di una malattia ereditaria. C'è anche chi sostiene che sia rimasto vittima di un agguato da parte di alcuni banditi, che lo avrebbero soffocato con un panno. Vasari ricorda invece il sospetto che fosse stato avvelenato, forse per invidia, e testimonia il rammarico di Brunelleschi, che alla notizia della sua morte avrebbe detto: "Noi abbiamo fatto in Masaccio una grandissima perdita". Il biografo aretino inoltre scrisse del disinteresse di Masaccio verso le questioni finanziarie, volendosi dedicare solo alla sua passione, che era la pittura. Scrissero Crowe e Cavalcaselle che: "Un fuoco ardeva in lui, inconciliabile con altro che la ricerca di quei grandi problemi della perfezione artistica".
Il Vasari riporta come venne sepolto a Firenze nella chiesa del Carmine, solo nel 1443, senza alcuna tomba. Solo in seguito venne posto un epigramma in latino di Fabio Segni e uno in italiano di Annibal Caro:
Pinsi, e la mia pittura al ver fu pari;
l'atteggiai, l'avvivai, le diedi il moto,
le diedi affetto; insegni il Buonarroto
a tutti gli altri, e da me solo impari.
La lastra è andata perduta nel rifacimento della chiesa dopo l'incendio del 1771.

## Opere
| Immagine | Titolo | Data      | Tecnica                       | Dimensioni   | Localizzazione                             |
| -------- | --- | --------- | ----------------------------- | ------------ | ------------------------------------------ |
|          | Trittico di San Giovenale | 1422      | tempera su tavola a fondo oro | 108×65 cm    | Cascia di Reggello, Museo Masaccio         |
|          | con Masolino da Panicale, Pala Colonna o Polittico di Santa Maria Maggiore: pannello con i SS. Gerolamo e Giovanni Battista                                   | 1423-1428 | tempera, olio su tavola       | 114×55 cm    | Londra, National Gallery                   |
|          | con Masolino da Panicale, Trittico Carnesecchi: predella con Storie di san Giuliano                                                                           | 1423-1425 | tempera su tavola             |              | Firenze, Museo Horne                       |
|          | con Masolino da Panicale, Sant'Anna Metterza: di sua mano la Madonna col Bambino e l'Angelo reggicortina in alto a destra                                     | 1424-25   | tempera su tavola             | 175×103 cm   | Firenze, Galleria degli Uffizi             |
|          | con Masolino da Panicale, Cappella Brancacci: di sua mano gli affreschi elencati di seguito                                                                   | 1425-1426 | affresco                      |              | Firenze, Chiesa di Santa Maria del Carmine |
|          | Cacciata di Adamo ed Eva dal Paradiso terrestre Cappella Brancacci                                                                                            | 1425-1426 | affresco                      |              | Firenze, Chiesa di Santa Maria del Carmine |
|          | Pagamento del tributo Cappella Brancacci | 1425-1426 | affresco                      |              | Firenze, Chiesa di Santa Maria del Carmine |
|          | Battesimo dei neofiti Cappella Brancacci | 1425-1426 | affresco                      |              | Firenze, Chiesa di Santa Maria del Carmine |
|          | San Pietro guarisce il figlio di Teofilo e san Pietro in cattedra (completato da Filippino Lippi) Cappella Brancacci                                          | 1425-1426 | affresco                      |              | Firenze, Chiesa di Santa Maria del Carmine |
|          | San Pietro guarisce con l'ombra Cappella Brancacci | 1425-1426 | affresco                      |              | Firenze, Chiesa di Santa Maria del Carmine |
|          | Distribuzione dei beni e morte di Anania Cappella Brancacci                                                                                                   | 1425-1426 | affresco                      |              | Firenze, Chiesa di Santa Maria del Carmine |
|          | Pentimento di San Pietro, sinopia Cappella Brancacci | 1425-1426 | affresco                      |              | Firenze, Chiesa di Santa Maria del Carmine |
|          | Polittico di Pisa, pannello centrale, Maestà o Madonna in trono con Bambino e quattro angeli                                                                  | 1426      | tempera su tavola e fondo oro | 135,5×73 cm  | Londra, National Gallery                   |
|          | Polittico di Pisa, pannello centrale superiore, Crocifissione                                                                                                 | 1426      | tempera su tavola e fondo oro | 83×63 cm     | Napoli, Museo nazionale di Capodimonte     |
|          | Polittico di Pisa, pannello laterale superiore sinistro, San Paolo                                                                                            | 1426      | tempera su tavola e fondo oro | 51×30 cm     | Pisa, Museo nazionale di San Matteo        |
|          | Polittico di Pisa, pannello laterale superiore destro, Sant'Andrea                                                                                            | 1426      | tempera su tavola e fondo oro | 51×30 cm     | Los Angeles, Getty Museum                  |
|          | Polittico di Pisa, pannello laterale sinistro, Santo carmelitano barbuto                                                                                      | 1426      | tempera su tavola e fondo oro | 38×12 cm     | Berlino, Staatliche Museen                 |
|          | Polittico di Pisa, pannello laterale destro, Santo carmelitano imberbe                                                                                        | 1426      | tempera su tavola e fondo oro | 38×12 cm     | Berlino, Staatliche Museen                 |
|          | Polittico di Pisa, pannello laterale sinistro, Sant'Agostino                                                                                                  | 1426      | tempera su tavola e fondo oro | 38×12 cm     | Berlino, Staatliche Museen                 |
|          | Polittico di Pisa, pannello laterale sinistro, San Girolamo                                                                                                   | 1426      | tempera su tavola e fondo oro | 38×12 cm     | Berlino, Staatliche Museen                 |
|          | Polittico di Pisa, predella, con - Storie di san Giuliano e san Nicola - Adorazione dei Magi - Martirio di san Pietro - Decollazione di san Giovanni Battista | 1426      | tempera su tavola e fondo oro | 21×61 cm     | Berlino, Staatliche Museen                 |
|          | Desco da parto: sul recto: Scena di nascita, sul verso: Putto con animaletto                                                                                  | 1426      | tempera su tavola             | 38×12 cm     | Berlino, Staatliche Museen                 |
|          | Madonna del solletico o Madonna Casini | 1426-27   | tempera su tavola             | 38×12 cm     | Firenze, Galleria degli Uffizi             |
|          | Trinità | 1427-28   | affresco                      | 667 x 317 cm | Firenze, chiesa di Santa Maria Novella     |

### Opere di attribuzione incerta
- Santo vescovo, 1422 circa, affresco, chiesa di San Lorenzo, San Giovanni Valdarno
- Madonna dell'Umiltà, 1424-1425, National Gallery of Art, Washington
- Orazione nell'orto e San Girolamo penitente, 1430 circa, tempera su tavola, Lindenau Museum, Altenburg
- Ritratto di giovane, 1430 circa, tempera su tavola, Isabella Stewart Gardner Museum, Boston

### Opere perdute
- Alcuni pannelli del Trittico Carnesecchi (vedi sopra)
- Alcuni pannelli del Polittico di Pisa (vedi sopra)
- Sant'Ivo (perduto), affresco già su un pilastro della Badia Fiorentina, Firenze
- San Paolo, affresco già nel transetto sinistro della chiesa del Carmine, Firenze
- La Sagra, 1423-1424, affresco già nel chiostro della chiesa di Santa Maria del Carmine, Firenze
- Cristo libera l'indemoniato, tavola, già in casa di Ridolfo del Ghirlandaio[7]
- Annunciazione, tavola, già sul tramezzo della chiesa di San Niccolò Oltrarno[8]
- Nudo maschile e femminile, tavola, già in casa di Palla Rucellai[9]

## Casa Masaccio
A San Giovanni Valdarno, nella casa natale del pittore, è situato un centro sperimentale ed espositivo di arte contemporanea che si chiama Casa Masaccio. Ha l'obiettivo di valorizzare nuovi artisti e nuovi linguaggi dell'arte, ispirandosi proprio alla portata rivoluzionaria che Masaccio ha avuto nel panorama del rinascimento italiano.